# Stonehaugh
Stonehaugh – wieś w Anglii, w hrabstwie Northumberland. Leży 47 km na zachód od miasta Newcastle upon Tyne i 423 km na północ od Londynu.